# Хамаґуті Йосіхіро
Хамаґуті Йосіхіро (23 червня 1926 — 9 серпня 2011) — японський плавець.
Призер Олімпійських Ігор 1952 року.